# Randy Kamp
Randy Kamp (né le 30 août 1953 à Salmon Arm, Colombie-Britannique) est un pasteur chrétien baptiste et un homme politique canadien.

## Biographie
Kamp est né à Salmon Arm, en Colombie-Britannique. Il a étudié en théologie à l'Université Simon Fraser de Burnaby et a obtenu un Bachelor of Arts .

### Ministère
Kamp a été pasteur de l'Église baptiste Maple Ridge, membre de l’Association des Églises baptistes évangéliques au Canada, jusqu'en 1997.

### Politique
Kamp a été député à la Chambre des communes du Canada, représentant la circonscription britanno-colombienne de Pitt Meadows—Maple Ridge—Mission de élection fédérale de 2004 à 2015 sous la bannière du Parti conservateur du Canada. Il était le secrétaire parlementaire du ministre des Pêches et des Océans, Loyola Hearn. Il a également été membre du Comité permanent des pêches et des océans. Il ne s'est pas représenté lors des élections générales de 2015.